# Тойерданк

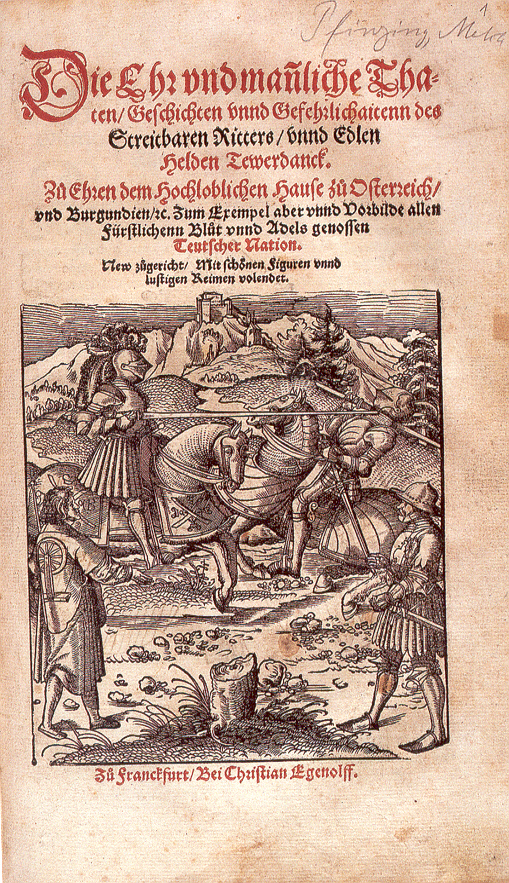
Титульная страница издания 1553 года

«Тойерданк» (нем. Theuerdank) — рыцарский роман в стихах, созданный императором Священной Римской империи Максимилианом I (1459—1519) на немецком языке. Главный герой — рыцарь Тойерданк, олицетворяющий самого Максимилиана. В этом произведении автор аллегорически описал свое сватовство к Марии Бургундской. 
Прижизненное издание было украшено множеством гравюр по дереву. 118 гравюр было создано художниками Леонгардом Беком, Гансом Бургкмайром, Гансом Шойфелином и другими. Текст произведения был написан специально разработанным шрифтом.

## История
В конце эпохи средневековья многие области нынешней Австрии оказались под властью семейства Габсбургов. Габсбургам принадлежали нынешняя Словения и Южный Тироль. Альбрехт V установил свою власть в Чехии и Венгрии, был избран немецким королем. До упразднения в 1806 году Священной Римской империи Габсбурги или представители Лотарингской династии избирались её правителями.
Сын Фридриха III Максимилиан I был удачливым правителем. Он включил в состав государства много новых территорий. В 1500 году Максимилиан получил наследство графов Горицких, заполучив «Промежуточное графство» (Восточный Тироль). В войне между Баварией и Пфальцем он захватил Куфштайн, унаследовал Раттенберг, Китцбюель и часть Верхней Австрии. У Венецианской республикой, конфликтующей с Францией он забрал пограничные районы Роверето, Риву и Алу. Из-за его любви к рыцарским турнирам Максимилиана прозвали «последним рыцарем». Он заботился о прославлении собственных деяний и оставил автобиографические произведения («Белый Король» и «Тойерданк»), в которых прославлял свой род. Превращением в ведущую династию Европы семейство Габсбургов было обязано брачной политике. В эти времена ими заключалась серия политически мотивированных браков. Благодаря установленным брачным связям представителями последующих поколений династии были унаследованы Бургундия, Испания, Чехия и Венгрия. Девизом эрцгерцогского дома стало изречение «Bella gerant alii, tu felix Austria nube, пат que Mars aliis, dat tibi regna Venus» («Пусть другие ведут войны, ты же, счастливая Австрия, заключай браки, ведь если другим подаёт Марс, то тебе даёт царства Венера», изречение, приписываемое венгерскому королю Матвею Корвину). Первым из этих браков была женитьба в 1477 году Максимилиана на богатейшей в Европе наследнице Марии Бургундской. Этот брак обеспечил ему сильные позиции в Западной Европе. 
Во время своего правления Максимилиан привлек ряд ученых и художников к проектам в различных областях искусства, с целью прославить для потомков свою жизнь и деяния его Габсбургских предков. Среди созданных произведений были Gedechtnus («Мемориал»), «Тойерданк», рыцарский роман «Белый Король».

## Публикации

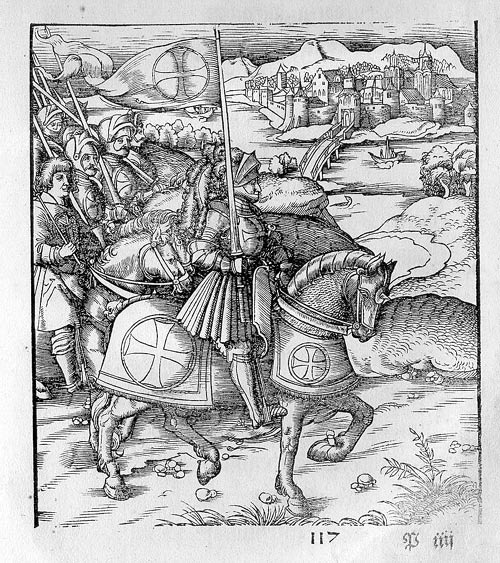
Иллюстрация Леонгарда Бека

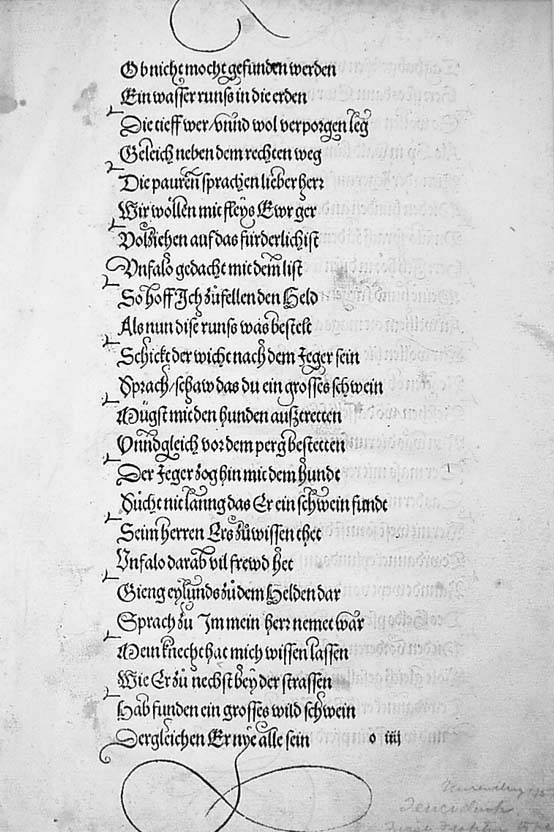
Страница из книги «Тойерданк» 1517 года издания

Произведение «Тойерданк» было опубликовано в 1517 году. Максимилиан был его автором, однако есть версии, что авторами произведения могли быть его капеллан, Мельхиор Финтзинг или его секретарь, Маркс Трайтзауэрвайн (Treitzsauerwein). 
Первый тираж 1517 года был небольшой, копии произведения печатались на пергаменте для распространения среди немецких князей и прочих сановников. Второе издание последовало в 1519 году. К 1693 году вышло девять оригинальных изданий. В Австрийской национальной библиотеке имеются рукописные тексты и издание с иллюстрациями гравюр на дереве. 
Текст произведения был напечатан в новой фрактуре шрифта работы Винценца Рокнера (Rockner), оказавшей в дальнейшем существенное влияние на немецкие шрифты.

## Содержание
В произведении «Тойерданк» описывается путешествие героя в герцогство Бургундии для женитьбы на Марии Бургундской, и его последующие восемь лет жизни правителем герцогства. Тойерданк — имя главного героя. Тойерданк (Максимилиан) во время путешествия к своей невесте, прекрасной леди Эрнрайх (Мария Бургундская), сталкивается и преодолевает 80 препятствий (встреча с кабанами, камнепады, пожары и так далее).